# 贡杜瓦尔河
贡杜瓦尔河（法語：Gondoire，法語發音：[ɡɔ̃dwaʁ]）是法国法蘭西島大區塞纳-马恩省的河流，是马恩河的左支流，长12.1千米，发源自若西尼，于托尔西流入马恩河。